# 丁燧
丁燧，福建泉州府晋江县（今福建省泉州市）人，明朝末年清朝初年书画家。
丁燧是回族人，为府中诸生，晚年隐居龙头山。种植名花异草，书法绘画，怡然自得。他擅长草书，取法怀素。他去世时，七十五岁。